# Эрикссон, Оскар (кёрлингист)
О́скар Э́рикссон (швед. Oskar Eriksson; род. 29 мая 1991, Norrstrand parish, Вермланд) — шведский кёрлингист, чемпион и призёр зимних Олимпийских игр, шестикратный чемпион мира среди мужчин, чемпион мира среди смешанных пар, семикратный чемпион Европы среди мужчин, чемпион Универсиады. Один из наиболее титулованных кёрлингистов в истории, долгие годы выступает в команде скипа Никласа Эдина. Первым среди всех кёрлингистов выиграл сначала три, а потом четыре олимпийские медали.

## Биография
Из семьи кёрлингистов: один из его братьев — Андерс Эрикссон, участник чемпионатов мира и Европы, другой его брат — Маркус Эрикссон, вице-чемпион мира 2014.
Учится в Карлстадском университете.

## Достижения
- Зимние Олимпийские игры: 
  - мужчины: золото (2022), серебро (2018), бронза (2014).
  - смешанные пары: бронза (2022).
- Чемпионат мира по кёрлингу среди мужчин: золото (2013, 2018, 2019, 2021, 2022, 2024), бронза (2011, 2012).
- Кубок мира по кёрлингу 2018/2019: серебро (2 этап, 3 этап).
- Чемпионат Европы по кёрлингу: золото (2009, 2013, 2017, 2019), серебро (2011, 2018, 2021, 2023).
- Чемпионат Швеции по кёрлингу среди мужчин: золото (2011, 2013, 2014, 2015, 2016, 2018, 2019, 2020, 2023), серебро (2012)[4].
- Чемпионат мира по кёрлингу среди смешанных пар: золото (2019), бронза (2021).
- Чемпионат Швеции по кёрлингу среди смешанных пар: золото (2013, 2016, 2017, 2019, 2021).
- Зимние Универсиады: золото (2013).
- Чемпионат мира по кёрлингу среди юниоров: золото (2011), серебро (2008).
- Чемпионат Швеции по кёрлингу среди юниоров: золото (2008, 2009, 2011).

- Почётный приз Collie Campbell Memorial Award (вручается кёрлингисту, который показывает наилучший уровень игры в кёрлинг и наилучшим образом демонстрирует «дух кёрлинга»): 2021.

## Команды
| Сезон                                               | Четвёртый          | Третий             | Второй              | Первый              | Запасной                                                                | Турниры |
| --------------------------------------------------- | ------------------ | ------------------ | ------------------- | ------------------- | ----------------------------------------------------------------------- | --- |
| 2005—06                                             | Андерс Эрикссон    | Себастьян Краупп   | Виктор Челль        | Оскар Эрикссон      |                                                                         | |
| 2007—08                                             | Оскар Эрикссон     | Henric Jonsson     | Markus Franzén      | Nils Karlsson       | Маркус Эрикссон тренер: Сёрен Гран                                      | ЧМЮ 2008 |
| 2008—09                                             | Кристиан Линдстрём | Оскар Эрикссон     | Александр Линдстрём | Кристофер Сундгрен  | Хенрик Лек                                                              | ЧШЮ 2009 · ЧМЮ 2009 (4 место) |
| 2009—10                                             | Кристиан Линдстрём | Оскар Эрикссон     | Александр Линдстрём | Хенрик Лек          |                                                                         | |
| 2009—10                                             | Никлас Эдин        | Себастьян Краупп   | Фредрик Линдберг    | Виктор Челль        | Оскар Эрикссон тренер: Сёрен Гран                                       | ЧЕ 2009 · ЗОИ 2010 (4 место) |
| 2010—11                                             | Кристиан Линдстрём | Оскар Эрикссон     | Хенрик Лек          | Александр Линдстрём | Кристофер Сундгрен                                                      | ЧШЮ 2011 · ЧМЮ 2011 |
| 2010—11                                             | Никлас Эдин        | Себастьян Краупп   | Фредрик Линдберг    | Виктор Челль        | Оскар Эрикссон тренер: Сёрен Гран                                       | ЧЕ 2010 (6 место) · ККК 2011 · ЧМ 2011                                                                                                  |
| 2011—12                                             | Кристиан Линдстрём | Оскар Эрикссон     | Хенрик Лек          | Кристофер Сундгрен  | Александр Линдстрём                                                     | |
| 2011—12                                             | Оскар Эрикссон     | Хенрик Лек         | Александр Линдстрём | Кристиан Линдстрём  | тренер: Kenneth Lindström                                               | ЧШМ 2012 |
| 2011—12                                             | Никлас Эдин        | Себастьян Краупп   | Фредрик Линдберг    | Виктор Челль        | Оскар Эрикссон тренер: Маркус Хассельборг                               | ЧЕ 2011 · ККК 2012 · ЧМ 2012 |
| 2012—13                                             | Оскар Эрикссон     | Кристиан Линдстрём | Маркус Эрикссон     | Кристофер Сундгрен  | тренер: Kenneth Lindström                                               | ЧШМ 2013 |
| 2012—13                                             | Никлас Эдин        | Себастьян Краупп   | Фредрик Линдберг    | Виктор Челль        | Оскар Эрикссон тренер: Ева Лунд                                         | ЧЕ 2012 · ККК 2013 · ЧМ 2013 |
| 2013—14                                             | Оскар Эрикссон     | Кристиан Линдстрём | Маркус Эрикссон     | Кристофер Сундгрен  | Густав Эскильссон (ЧМ)                                                  | ЧШМ 2014 · ЗУ 2013 · ЧМ 2014 |
| 2013—14                                             | Никлас Эдин        | Себастьян Краупп   | Фредрик Линдберг    | Виктор Челль        | Оскар Эрикссон тренер: Ева Лунд                                         | ЧЕ 2013 (5 место) · ККК 2014 · ЗОИ 2014                                                                                                 |
| 2014—15                                             | Никлас Эдин        | Оскар Эрикссон     | Кристиан Линдстрём  | Кристофер Сундгрен  | Хенрик Лек (ЧЕ, ЧМ)                                                     | ЧЕ 2014 · ККК 2015 · ЧШМ 2015 · ЧМ 2015                                                                                                 |
| 2015—16                                             | Никлас Эдин        | Оскар Эрикссон     | Кристиан Линдстрём  | Кристофер Сундгрен  | Хенрик Лек тренер: Фредрик Линдберг                                     | ЧЕ 2015 · ККК 2016 · ЧМ 2016 |
| 2016—17                                             | Никлас Эдин        | Оскар Эрикссон     | Расмус Врано        | Кристофер Сундгрен  | Хенрик Лек тренер: Фредрик Линдберг                                     | ЧЕ 2016 · ККК 2017 · ЧМ 2017 |
| 2017—18                                             | Никлас Эдин        | Оскар Эрикссон     | Расмус Врано        | Кристофер Сундгрен  | Хенрик Лек (ЧЕ, ЗОИ, ЧМ) тренер: Фредрик Линдберг                       | ЧЕ 2017 · ККК 2018 · ЗОИ 2018 · ЧШМ 2018 · ЧМ 2018                                                                                      |
| 2018—19                                             | Никлас Эдин        | Оскар Эрикссон     | Расмус Врано        | Кристофер Сундгрен  | Даниэль Магнуссон (ЧЕ, ЧМ) тренер: Фредрик Линдберг                     | КМ 2018/19 (1 этап) (5 место) · ЧЕ 2018 · КМ 2018/19 (2 этап) · ЧШМ 2019 · КМ 2018/19 (3 этап) · ЧМ 2019 · КМ 2018/19 (финал) (4 место) |
| 2019—20                                             | Никлас Эдин        | Оскар Эрикссон     | Расмус Врано        | Кристофер Сундгрен  | Даниэль Магнуссон (ЧЕ) тренер: Фредрик Линдберг                         | ЧЕ 2019 · ЧШМ 2020 |
| 2020—21                                             | Никлас Эдин        | Оскар Эрикссон     | Расмус Врано        | Кристофер Сундгрен  | Даниэль Магнуссон тренер: Фредрик Линдберг                              | ЧМ 2021 |
| 2021—22                                             | Никлас Эдин        | Оскар Эрикссон     | Расмус Врано        | Кристофер Сундгрен  | Даниэль Магнуссон тренер: Фредрик Линдберг                              | ЧЕ 2021 · ЗОИ 2022 · ЧМ 2022 |
| 2022—23                                             | Оскар Эрикссон     | Расмус Врано       | Даниэль Магнуссон   | Кристофер Сундгрен  | Симон Улофссон (ЧЕ), Никлас Эдин (ЧШМ) тренер: Фредрик Линдберг         | ЧЕ 2022 (4 место) · ЧШМ 2023 |
| 2022—23                                             | Никлас Эдин        | Оскар Эрикссон     | Расмус Врано        | Кристофер Сундгрен  | Даниэль Магнуссон тренер: Фредрик Линдберг                              | ЧМ 2023 (6 место) |
| 2023—24                                             | Никлас Эдин        | Оскар Эрикссон     | Расмус Врано        | Кристофер Сундгрен  | Даниэль Магнуссон тренер: Александр Линдстрём                           | ЧЕ 2023 · ЧМ 2024 |
| 2024—25                                             | Никлас Эдин        | Оскар Эрикссон     | Расмус Врано        | Кристофер Сундгрен  | Даниэль Магнуссон (ЧЕ), Симон Улофссон (ЧМ) тренер: Александр Линдстрём | ЧЕ 2024 (5 место) ЧМ 2024 (5 место) |
| Кёрлинг среди смешанных пар (mixed doubles curling) |                    |                    |                     |                     |                                                                         | |
| 2012—13                                             | Анна Хассельборг   | Оскар Эрикссон     |                     |                     |                                                                         | ЧШСП 2013 |
| 2015—16                                             | Анна Хассельборг   | Оскар Эрикссон     |                     |                     |                                                                         | ЧШСП 2016 |
| 2016—17                                             | Анна Хассельборг   | Оскар Эрикссон     |                     |                     |                                                                         | ЧШСП 2017 |
| 2018—19                                             | Анна Хассельборг   | Оскар Эрикссон     |                     |                     | тренеры: Mathias Eriksson (ЧШСП), Фредрик Линдберг (ЧМСП)               | ЧШСП 2019 · ЧМСП 2019 |
| 2020—21                                             | Альмида Де Валь    | Оскар Эрикссон     |                     |                     | тренер: Себастьян Краупп (ЧМСП)                                         | ЧШСП 2021 · ЧМСП 2021 |
| 2021—22                                             | Альмида Де Валь    | Оскар Эрикссон     |                     |                     | тренер: Себастьян Краупп                                                | ЗОИ 2022 |
| 2024—25                                             | Анна Хассельборг   | Оскар Эрикссон     |                     |                     | тренер: Кристиан Линдстрём                                              | ЧМСП 2025 (7 место) |

(скипы выделены полужирным шрифтом)